# Russia (Ohio)
Russia é uma vila localizada no estado norte-americano de Ohio, no Condado de Shelby.

## Demografia
Segundo o censo norte-americano de 2000, a sua população era de 551 habitantes.
Em 2006, foi estimada uma população de 619, um aumento de 68 (12.3%).

## Geografia
De acordo com o United States Census Bureau tem uma área de
1,7 km², dos quais 1,7 km² cobertos por terra e 0,0 km² cobertos por água.

## Localidades na vizinhança
O diagrama seguinte representa as localidades num raio de 16 km ao redor de Russia.